# Condado de Pembroke

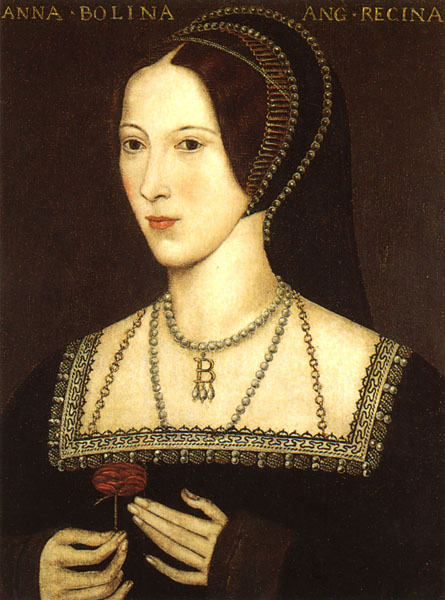
Ana Bolena, reina consorte de Inglaterra por su matrimonio con Enrique VIII y primera marqués de Pembroke.

El condado de Pembroke, asociado con el castillo de Pembroke, en Gales, fue creado por el rey Esteban de Blois. En varias ocasiones la línea se extinguió y el Condado hubo de ser recreado, empezando la cuenta de nuevo con el nuevo conde. El 1 de septiembre de 1533, Enrique VIII, ascendió a su esposa Ana Bolena creando para ella el rango de marqués de Pembroke, en señal de honor, ya que su tío abuelo Jasper Tudor había sido conde de Pembroke y el padre de Enrique VIII, Enrique VII, había nacido allí.
El actual conde también ostenta el título de conde de Montgomery, creado en 1605, para el hijo más joven del Henry Herbert, II conde de la octava creación antes de que él ascendiera como IV conde en 1630. Los actuales condes ostentan también los títulos subsidiarios de barón Herbert de Cardiff, de Cardiff, en el condado de Glamorgan (1551), barón Herbert de Shurland', de Shurland, en la isla de Sheppey, en el condado de Kent (1605), y barón Herbert de Lea, de Lea, en el condado de Wilts (1861). Todos están en el rango de nobleza de Inglaterra excepto la baronía de Herbert de Lea, que está en el rango de nobleza del Reino Unido.
La sede familiar está en la Casa Wilton, en Wiltshire.

## Historia
El título de conde de Pembroke ha sido ostentado sucesivamente por varias familias inglesas y la jurisdicción y dignidad del título estuvieron originalmente vinculadas al Condado palatino de Pembrokeshire. La primera creación data de 1138, cuando el condado de Pembroke fue conferido por el rey Esteban de Blois a Gilbert de Clare († 1148), hijo de Gilbert FitzRichard, Señor de Strigul (Estrighoiel, en el Domesday Book), actual Chepstow. Gilbert de Clare luchó en el bando de Esteban en la batalla de Lincoln (1141), pero tras la derrota se pasó al bando de la emperatriz Matilde. No obstante, acabaría firmado la paz con el rey y casándose con la amante de Enrique I, Isabel, hija de Robert de Beaumont, conde de Leicester.